# Пам'ятки історії Гайворонського району
У Гайворонському районі Кіровоградської області на обліку перебуває пам'яток історії.
| № пп | Охорон. номер     | Найменування пам'ятки | Місцезнаходження пам'ятки                                       | Епоха                  | Значення | Рішення              |
| ---- | ----------------- | --- | --------------------------------------------------------------- | ---------------------- | -------- | -------------------- |
| 1    | 134 134/1- 134/10 | Воїнське кладовище. Братські могили радянських Воїнів (поховано 48 воїнів). Братські могили радянських партизан і підпільників (поховано 82 воїни). Індивідуальні могили радянських воїнів — партизана і підпільника. Пам'ятний знак воїнам-землякам | м. Гайворон, вул. Боровського, парк Перемоги                    | 1941—1945 рр.          | місцева  | № 404 від 17.09.1969 |
| 2    | 138               | Братська могила радянських воїнів. Поховано 18 воїнів | м. Гайворон, вул. Шкільна                                       | 1944 р.                | місцева  | № 281 від 16.05.1985 |
| 3    | 1246              | Пам'ятний знак Трудової Слави — автомобіль ЗІС-5 | м. Гайворон, вул. Автомобілістів АТП № 13538                    | 1941—1950 рр.          | місцева  | № 149 від 10.05.1988 |
| 4    | 1247              | Пам'ятний знак Трудової Слави — трактор «Універсал» ВТЗ | м. Гайворон, вул. Заводська, проф. аграрний ліцей               | 1933 р.                | місцева  | № 149 від 10.05.1985 |
| 5    | 2249              | Могила радянського воїна | м. Гайворон, вул. Н. Богач, кладовище                           | 1943 р.                | місцева  | № 104 від 10.05.1985 |
| 6    | 1102              | Пам'ятний технічний знак — паровоз МТ-202 | м. Гайворон, площа Заводська                                    | 1946 р.                | місцева  | № 281 від 16.05.1985 |
| 7    | 137 137/1 137/2   | Братська могила радянських Воїнів (поховано 12 воїнів). Пам'ятник воїнам-землякам | с. Бандурове, Бандурівська с/р, вул. Кобзаря                    | 1944 р., 1941—1945 рр. | місцева  | № 404 від 17.09.1969 |
| 8    | 139               | Братська могила радянських воїнів. Поховано 19 воїнів | с. Берестяги, Берестягівська с/р, центр                         | 1944 р.                | місцева  | № 404 від 17.09.1969 |
| 9    | 979               | Братська могила радянських воїнів. Поховано 14 воїнів | с. Бугове, Казавчинська с/р, північна частина села              | 1944 р.                | місцева  | № 301 від 25.06.1982 |
| 10   | 934               | Пам'ятний знак на честь Котовського Г. І. — героя громадянської війни | с. Бугове, Казавчинська с/р, на березі р. П. Буг                | 1881- 1925 рр.         | місцева  | № 300 від 25.06.1982 |
| 11   | 140               | Братська могила радянських воїнів. Поховано 27 воїнів | с. Вікнина, Вікнинська с/р, біля школи                          | 1944 р.                | місцева  | № 404 від 17.09.1969 |
| 12   | 980               | Пам'ятник воїнам-односельчанам та жертвам голодомору | с. Вікнина, Вікнинська с/р, біля Будинку культури               | 1933 р., 1941—1945 рр. | місцева  | № 301 від 25.06.1982 |
| 13   | 141 141\1 141\2   | Братська могила радянських воїнів (поховано 20 воїнів) та пам'ятний знак воїнам-землякам | с. Долинівка, Долинівська с/р, біля школи                       | 1944 р.                | місцева  | № 404 від 17.09.1969 |
| 14   | 981               | Пам'ятник Шевченку Т. Г. — українському поету | с. Долинівка, Долинівська с/р, біля сільського Будинку культури | 1814—1861 рр.          | місцева  | № 404 від 17.09.1969 |
| 15   | 142 142\1 142\2   | Братська могила радянських воїнів (поховано 15 воїнів) та пам'ятний знак воїнам-землякам | смт Завалля, вул. Шевченка, сквер                               | 1944 р., 1941—1945 рр. | місцева  | № 404 від 17.09.1969 |
| 16   | 143               | Пам'ятний знак на честь 50-річчя радянської влади | смт Завалля, вул. Соборна, біля автостанції                     | 1917 р.                | місцева  | № 404 від 17.09.1969 |
| 17   | 145               | Братська могила радянських воїнів. Поховано 28 воїнів | с. Казавчин, Казавчинська с/р, біля Будинку культури            | 1944 р.                | місцева  | № 404 від 17.09.1969 |
| 18   | 147 147\1 147\2   | Братська могила радянських Воїнів (поховано 13 воїнів). Пам'ятний знак воїнам-землякам | с. Могильне, Могильненська с/р, біля клубу                      | 1944 р.                | місцева  | № 404 від 17.09.1969 |
| 19   | 148               | Братська могила радянських воїнів. Поховано 62 воїни | с. Мощене, Мощенська с/р, біля адмін. будинку                   | 1944 р.                | місцева  | № 404 від 17.09.1969 |
| 20   | 149               | Братська могила радянських воїнів. Поховано 15 воїнів | с. Мощене, Мощенська с/р, біля буд. культури                    | 1944 р.                | місцева  | № 404 від 17.09.1969 |
| 21   | 146 146\1 146\2   | Братська могила радянських воїнів (поховано 15 воїнів). Пам'ятний знак воїнам-землякам | с. Покровське, Покровська с/р, центр                            | 1944 р.                | місцева  | № 404 від 17.09.1969 |
| 22   | 150 150\1 150\2   | Братська могила радянських воїнів та пам'ятник воїнам-односельчанам. Поховано 5 воїнів | смт Салькове, Сальківська сел/р, біля Будинку культури          | 1944 р.                | місцева  | № 404 від 17.09.1969 |
| 23   | 152 152\1 152\2   | Братська могила радянських воїнів (поховано 5 воїнів). Пам'ятник воїнам-землякам | с. Солгутове, Солгутівська с/р, центр, сквер школи              | 1944 р., 1941—1945 рр. | місцева  | № 404 від 17.09.1969 |
| 24   | 153 153\1 153\2   | Братська могила радянських воїнів та пам'ятник воїнам-землякам. Поховано 34 воїни | с. Соломія. Соломіївська с/р, центр                             | 1944 р., 1941—1945 рр. | місцева  | № 404 від 17.09.1969 |
| 25   | 154 154\1 154\2   | Братська могила радянських воїнів і партизан (поховано 8 воїнів, 7 партизан). Пам'ятник воїнам-землякам | с. Таужне, Таужненська с/р, вул. Шевченка                       | 1944 р.                | місцева  | № 404 від 17.09.1969 |
| 26   | 155               | Братська могила радянських воїнів. Поховано 170 воїнів і підпільників | с. Хащувате, Хащуватська с/р, сквер                             | 1944 р.                | місцева  | № 404 від 17.09.1969 |
| 27   | 982               | Пам'ятний знак воїнам-односельчанам | с. Хащувате, Хащуватська с/р, біля Будинку культури             | 1941—1945 рр.          | місцева  | № 301 від 25.06.1982 |
| 28   | 2250              | Братська могила мирних жителів — жертв фашизму. Поховано понад 1000 чол. | с. Хащувате, Хащуватська с/р, вул. Філатова, кладовище          | 1941—1945 рр.          | місцева  | № 104 від 15.06.1988 |
| 29   | 1248              | Пам'ятник радянським артилеристам — артилерійська установка «АСУ — 152» | с. Хащувате, Хащуватська с/р, східна околиця                    | 1944 р.                | місцева  | № 149 від 10.05.1988 |
| 30   | 157 157\1 157\2   | Братська могила радянських воїнів та пам'ятник воїнам-землякам. Поховано 2 воїни | с. Чемерпіль, Чемерпільська с/р, біля Будинку культури          | 1944 р., 1941—1945 рр. | місцева  | № 404 від 17.09.1969 |
| 31   | 158               | Братська могила радянських воїнів і партизан. Поховано 15 воїнів і 5 партизан | с. Червоне, Червоненська с/р, біля с\р                          | 1944 р.                | місцева  | № 404 від 17.09.1969 |
|      |                   | |                                                                 |                        |          |                      |